# Dajr Sunbul (Hama)
Dajr Sunbul – wieś w Syrii, w muhafazie Hama. W 2004 roku liczyła 1037 mieszkańców.